# Eivind Skabo
Eivind Halfdan Skabo (Bærum, 17 de agosto de 1916 - Oslo, 18 de abril de 2006) fue un deportista noruego que compitió en piragüismo en la modalidad de aguas tranquilas.
Participó en los Juegos Olímpicos de Londres 1948, obteniendo una medalla de bronce en la prueba de K1 10 000 m. Ganó una medalla de plata en el Campeonato Mundial de Piragüismo de 1948 en la prueba de K1 4 × 500 m.

## Palmarés internacional
| Juegos Olímpicos   | Juegos Olímpicos      | Juegos Olímpicos  | Juegos Olímpicos |
| Año                | Lugar                 | Medalla           | Evento           |
| ------------------ | --------------------- | ----------------- | ---------------- |
| 1948               | Londres (Reino Unido) | Medalla de bronce | K1 10 000 m      |
| Campeonato Mundial |                       |                   |                  |
| Año                | Lugar                 | Medalla           | Evento           |
| 1948               | Londres (Reino Unido) | Medalla de plata  | K1 4 × 500 m     |